# Willi Sänger

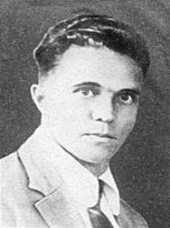
Willi Sänger

Heinrich Max Willi Sänger (* 21. Mai 1894 in Berlin; † 27. November 1944 im Zuchthaus Brandenburg-Görden) war ein deutscher Kommunist und Widerstandskämpfer gegen den Nationalsozialismus.

## Leben
Willi Sänger wurde am 21. Mai 1894 in der Berliner Wohnung seiner Eltern in der Cuvrystraße 3 geboren. Sein Vater war der Tischlermeister Karl Friedrich Otto Sänger, seine Mutter die Heinriette Sänger, geborene Neumann, beide evangelischer Konfession. Nach der Schule absolvierte er eine kaufmännische Ausbildung. Am Ersten Weltkrieg nahm er als einfacher Soldat teil.
Mit 18 Jahren wurde er 1912 Mitglied der SPD. Wegen deren ihm zu gemäßigten Haltung zum Krieg wechselte er 1917 zunächst zur USPD, 1919 trat er schließlich der KPD bei.
Willi Sänger war begeisterter Leichtathlet und nahm als Hochspringer auch an internationalen Wettkämpfen teil. In den 1920er Jahren wurde er Vorsitzender des Arbeitersportvereines „Fichte“ in Berlin-Südost und ab 1928 war er Funktionär der Kampfgemeinschaft für Rote Sporteinheit, dem kommunistischen Gegenstück zum Arbeiter-Turn- und Sportbund.
1933 arbeitete Willi Sänger als Buchhalter beim sowjetischen Reisebüro „Intourist“ und betreute eine Arbeiter-Bibliothek. Deren Bestand konnte er während der Bücherverbrennungen im Mai 1933 teilweise vor dem Zugriff der Nationalsozialisten retten.
Etwa ab 1938 war Willi Sänger Mitglied der Widerstandsgruppe um Robert Uhrig. Nach deren Zerschlagung 1942 schloss er sich der größten Widerstandsgruppe der KPD um Anton Saefkow, Franz Jacob und Bernhard Bästlein an, wo er hauptsächlich als Verbindungsmann zur Leipziger Schumann-Engert-Kresse-Gruppe um Georg Schumann tätig war. Anfang 1944 gelang es Willi Sänger, sich das „Deutsche Fahndungsbuch“ der Gestapo zu beschaffen, und so konnte er viele Mitglieder des Widerstandes vor der Verhaftung bewahren. Durch die Denunziation eines Spitzels wurde auch die Saefkow-Jacob-Bästlein-Organisation Anfang Juli 1944 aufgedeckt und Willi Sänger wurde am 6. Juli 1944 verhaftet. Am 21. Oktober 1944 wurde er vom Volksgerichtshof zum Tod durch Enthauptung verurteilt. Am 27. November 1944 wurde das Urteil im Zuchthaus Brandenburg-Görden vollstreckt. Nach der Hinrichtung wurde sein Leichnam im Krematorium Brandenburg verbrannt.

## Ehrungen

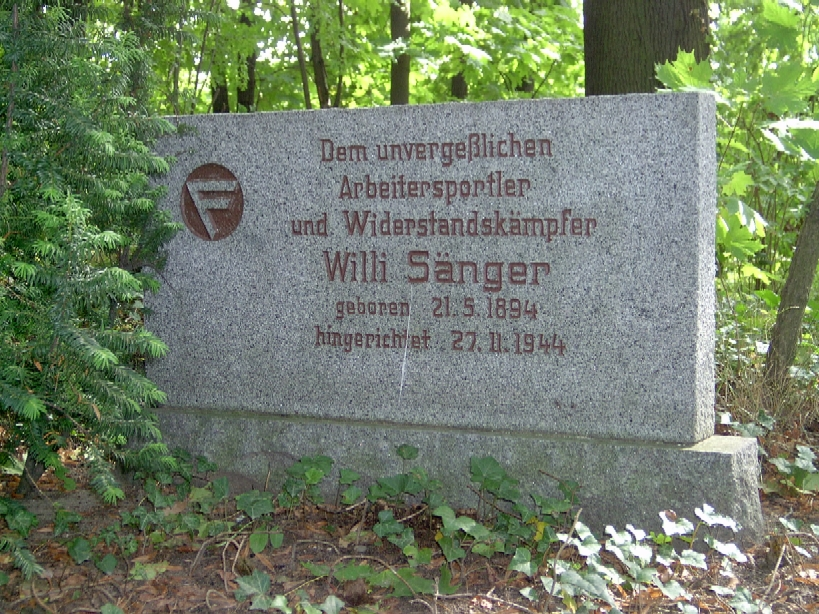
Gedenkstein für Willi Sänger in der Gräberanlage Pergolenweg auf dem Zentralfriedhof Friedrichsfelde in Berlin

In der Gräberanlage Pergolenweg der Gedenkstätte der Sozialisten  auf dem Zentralfriedhof Friedrichsfelde in Berlin wurde ein Gedenkstein für Willi Sänger aufgestellt.
In der Nationalen Volksarmee der DDR gehörte der Name „Willi Sänger“ zu den Ehrennamen. Das Luftsturmregiment 40 der NVA war nach ihm benannt.

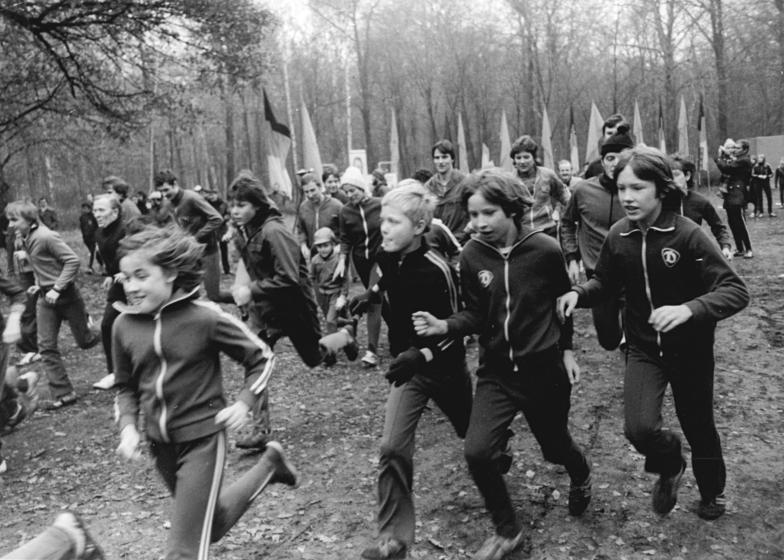
Willi-Sänger-Gedenklauf 1979

Über Jahrzehnte fand in der DDR im Plänterwald der „Willi-Sänger-Gedenklauf“ statt.

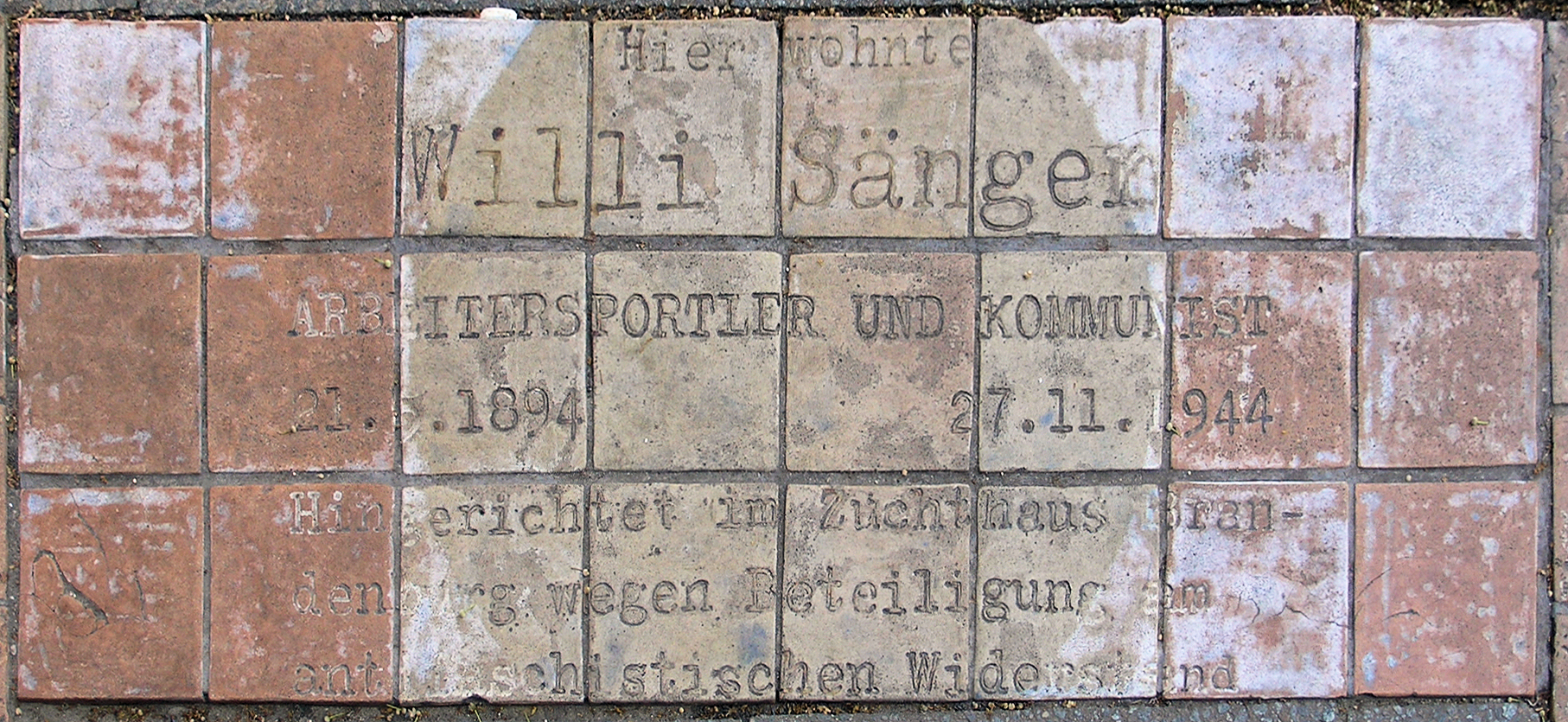
Gedenktafel für Willi Sänger vor dem Haus Oppelner Straße 45, in Berlin-Kreuzberg

An seinem ehemaligen Wohnhaus in der Oppelner Straße 45 in Berlin erinnert eine in den Gehweg eingelassene Gedenktafel an ihn.
Im südöstlichen Berliner Bezirk Treptow-Köpenick trägt die Willi Sänger Sportanlage den Namen des Arbeitersportlers und Widerstandskämpfers. Hier spielen unter anderem die Fußballvereine FC Treptow und Grün Weiss Baumschulenweg.
Darüber hinaus tragen in Ostdeutschland mehrere Straßen, Schulen und Sportgruppen seinen Namen.